# 大海波水库
大海波水库是中国云南省楚雄彝族自治州禄丰县境内的一座水库，位于龙川江上，建于1958年。水库正常库容为1800万立方米，集雨面积为2200平方千米，海拔为1755.65米。